# لیلیت میناسیان (سیاستمدار)
لیلیت هامبارتسومی میناسیان (ارمنی: Լիլիթ Համբարձումի Մինասյան؛ زادهٔ ۱۴ دسامبر ۱۹۹۰) یک  سیاستمدار اهل ارمنستان است که از تاریخ ۲۰۲۱ تا تاریخ ۲۰۲۶ سمت نمایندگی دوره هشتم مجلس ملی جمهوری ارمنستان را برعهده داشت.

## زندگی‌نامه
در 	۱۴ دسامبر ۱۹۹۰ در ایروان به دنیا آمد و از دانشکده اقتصاد دانشگاه دولتی ایروان فارغ‌التحصیل شد. 